# Arnulf al III-lea de Boulogne
Arnulf al III-lea (d. 990) a fost conte de Boulogne de la 971 până la moarte.
Arnulf era fiul contelui Arnulf al II-lea de Boulogne. El a succedat tatălui său în Comitatul de Boulogne. La moartea sa, posesiunile au fost divizate între cei trei fii ai săi:
- Balduin a moștenit comitatul de Boulogne
- Arnulf a obținut Ternois
- un al treilea fiu a intrat în posesia Thérouanne.